# خلل تكون الغدد التناسلية XX
خلل تكون الغدد التناسلية XX هو مرض وراثي يورث بطريقة متنحية. يؤثر على كل من الذكور والإناث ولكن النمط الظاهري له يختلف. يحدث الصمم الحسي العصبي في كلا الجنسين ولكن يحدث خلل في المبيض عند الإناث أيضاً.
بصيغة أكثر دقة، هو نوع من أنواع قصور الغدد التناسلية الأنثوية الذي تنعدم فيه المبايض الوظيفية مما يمنع عملية البلوغ في الفتاة العادية التي يكون النمط الكروموسومي لها 46، XX. توصف المبايض في هذه الحالة على أنها مبايض تلمية غير وظيفية، وتكون مستويات هرمون الاستروجين منخفضة فيها (نقص الاستروجين) في حين تكون مستويات FSH (هرمون منشط للحوصلة)و LH (هرمون منشط للجسم الأصفر) عالية. عادة ما يبدأ العلاج بالإستروجين والبروجستيرون.

## خلل تكون الغدد التناسلية النقي
هناك عدة أشكال من خلل تكون الغدد التناسلية. تم استخدام مصطلح «خلل تكون الغدد التناسلية النقي» (PGD) لوصف الحالات التي تحتوي على مجموعات طبيعية من الكروموسومات الجنسية(على سبيل المثال، 46، XX أو 46، XY)، على عكس أولئك المصابين بمتلازمة تيرنر(أي 45، X) ومتغيراتها، الذين ينتج خلل تكون الغدد التناسلية فيهم بسبب فقدان كل من أو جزء من الكروموسوم الجنسي الثاني، بالإضافة إلى خلل الغدد التناسلية المختلط ومزيج من خطوط الخلايا، والذي يحتوي بعضها على كروموسوم Y. بصيغة أخرى، يتم استخدام مصطلح «خلل تكون الغدد التناسلية النقي» (PGD) لتمييز مجموعة من المرضى عن خلل تكون الغدد التناسلية المرتبطة بمتلازمة تيرنر، حيث أنه في الأخيرة، يوجد انحراف كروموسومي.
يُشار إلى متلازمة سوير (خلل تكون الغدد التناسليةXY) ب (PGD, 46,XY). ويشار إلى خلل تكون الغدد التناسلية XXب (PGD, 46,XX). الأشخاص الذين يعانون من PGD لديهم النمط النووي العادي ولكن قد يكون لديهم عيوب في جين معين على كروموسوم ما. المرضى الذين يعانون من PGD لديهم معقدات كروموسومية طبيعية ولكن قد يكون لديهم تعديلات جينية موضعية.

## الظهور

### حالات متعلقة
يرتبط خلل تكون الغدد التناسلية XX بمتلازمة سوير (Swyer syndrome) لأن كليهما له نفس النمط الظاهري والمشاكل السريرية؛ ولكن في متلازمة سوير، النمط النووي هو 46 XY، وبالتالي ينصح باستئصال الغدد التناسلية.
في متلازمة تيرنر، هناك خلل واضح في أحد الصبغيات الجنسية أو غياب أحدها، مما بسبب تطور خلل تكون الغدد التناسلية. في المقابل، فإن خلل تكون الغدد التناسلية XX لديه نمط كروموسومي طبيعي للإناث.[بحاجة لمصدر]
يُعرف نوع آخر من خلل تكون الغدد التناسلية XX بخلل تكون الغدد التناسلية فوق المقلة الجلداني 46XX، الذي يتبع الأعراض المشابهة للمتلازمة العادية، على الرغم من أنه يظهر أيضًا علامات جلدانية فوق المقلة (اضطراب في العين). وقد اقترح أن يكون هذا نوع جديد من المتلازمة.

## الإمراض
خلل تكون الغدد التناسلية XX هو سمة من قصور الغدد التناسلية الأنثوية مع النمط النووي 46، XX. تحتوي المبايض التلمية على أنسجة غير وظيفية غير قادرة على إنتاج الهرمون التناسلي الاستروجين المطلوب. إن المستويات المنخفضة من الاستروجين تؤثر على المحور الوطائي النخامي التناسلي مع عدم وجود ارتجاع على الغدة النخامية الأمامية لمنع إفراز هرمون FSH وLH. يتم إفراز FSH و LH بمستويات مرتفعة غير طبيعية. هذه المستويات غير السليمة من هذه الهرمونات ستؤدي إلى فشل في كل من بدء البلوغ، والخضوع لبدء الإحاضة، وتطور الخصائص الجنسية الثانوية. في حالة وجود أنسجة مبيض وظيفية كافية، يمكن أن تحدث دورات شهرية محدودة.
غالبًا ما يكون سبب هذا النوع من الاضطرابات الجنسية غير واضح. ولذلك، فإن إمراض خلل تكون الغدد التناسلية 46، XX لا يزال غير معروف، لأنه على الأغلب يحدث بسبب مجموعة متنوعة من الاضطرابات. يمكن أن يسبب الانقطاع أثناء تطور المبيض في نمو الجنين خلل تكون الغدد التناسلية 46، XX مع حالات الشذوذ في مستقبلات FSH والطفرات في البروتين التنظيمي الحاد الستيرويدي المنشأ (بروتين StAR) الذي ينظم إنتاج هرمون الستيرويد. هناك حالات تم الإبلاغ فيها عن وجود تشوهات في مستقبلات FSH. على ما يبدو إما أن الخلايا الجنسية لا تتشكل أو لا تتفاعل مع حرف الغدد التناسلية أو تخضع للرتق السريع بحيث لا يوجد في نهاية الطفولة سوى خط الغدد التناسلية، والذي يكون غير قادر على إحداث تغييرات في سن البلوغ. بما أن المبيض لاينتج أي تغيرات مهمة في الجسم قبل البلوغ، فعادة ما يبقى الاضطراب غير مشخّص حتى حدوث فشل في البلوغ. تعتبر الحالات العائلية من خلل تكون الغدد التناسلية XX نادرة. يوجد طفرات عائلية واحدة في الميتوكوندريا الهيستيديل tRNA سينتيثاز وُصِفت بأنها يمكن أن تكون أحد المسببات المحتملة.

## متلازمة بيرول
في عام 1951، أبلغ بيرول (Perrault) عن ارتباط خلل تكون الغدد التناسلية والصمم (خاصةً الصمم الحسي العصبي)، وتسمى الآن متلازمة بيرول (Perrault syndrome).

## التشخيص
بسبب عدم قدرة الغدد التناسلية التلمية على إنتاج هرمونات جنسية (الاستروجين والأندروجين على حد سواء)، فإن معظم الخصائص الجنسية الثانوية لا تتطور. هذا ينطبق بشكل خاص على التغيرات الاستروجينية مثل نمو الثدي، وتوسع الحوضوالوركين، وفترات الدورة الشهرية. نظرًا لأن الغدد الكظريةيمكن أن تنتج كميات محدودة من الأندروجينات ولا تتأثر بهذه المتلازمة، فإن معظم هؤلاء الأشخاص يصابون بشعر العانة، على الرغم من أنه غالباً ما يظهر بشكل متناثر وغير مكثف.
يكشف تقييم البلوغ المتأخر عادة عن ارتفاع الغونادوتروبينات، مما يشير إلى أن الغدة النخامية ترسل إشارات للبلوغ ولكن الغدد التناسلية تفشل في الاستجابة. تتضمن الخطوات التالية للتقييم عادة فحص النمط النووي وتصوير الحوض. يكشف النمط النووي عن كروموسومات XX ويوضح التصوير وجود رحم مع غياب المبايض (لا تظهر عادة الغدد التناسلية التلمية في أغلب أنواع التصوير). في هذه المرحلة، عادةً ما يكون من الممكن للطبيب إجراء تشخيص لخلل تكون الغدد التناسلية XX.

## العلاج
مخاطر خلل تكون الغدد التناسلية XX بدون علاج تشمل ما يلي:
1. لا يمكن أن تُتنج الغدد التناسلية هرمون الاستروجين، لذلك لن يتطور الثدي ولن ينمو الرحم أو يحيض حتى يتم إعطاء الاستروجين. وغالبا ما يعطى هذا عن طريق الجلد.
2. لا يمكن أن تُنتج الغدد التناسلية هرمون البروجسترون، لذلك لن تكون فترات الدورة الشهرية قابلة للتنبؤ حتى يتم إعطاء البروجستين عادةً كحبة.
3. لا يمكن أن تنتج الغدد التناسلية بويضًا، لذا فإن الحملمن غير أي تدخل طبي أمر غير ممكن. تم الإبلاغ عن حالة من الحمل دون مساعدة في امرأة واحدة تشكو من خلل تكون الغدد التناسلية XY.[13] يمكن للمرأة التي لديها رحمومبيضولكن بدون جاميتأن تصبح حاملاً عن طريق زرع بويضة مخصبة من امرأة أخرى (نقل الأجنة).
4. الغدد التناسلية التلمية للخلايا المحتوية على كروموسوم Yلديها احتمال كبير للإصابة بالسرطان، وخاصة سرطان الغدد التناسلية.[14] عادة ما يتم إزالة الغدد التناسلية التلمية في غضون عام أو نحو ذلك من التشخيص لأن السرطان يمكن أن يبدأ أثناء الطفولة.[بحاجة لمصدر]